# Ploceus bertrandi
El tejedor de Malawi (Ploceus bertrandi) es una especie de ave paseriforme de la familia Ploceidae propia del este de África. 
Su nombre científico conmemora a Bertram Lutley Sclater, el hijo del ornitólogo Philip Lutley Sclater, que era comisario de policía en Malawi cuando Alexander Whyte descubrió la especie.

## Distribución
Se encuentra en Malawi, Mozambique, Tanzania y Zambia.